# II (Dead Cross)
II è il secondo album in studio del gruppo musicale hardcore punk statunitense Dead Cross, pubblicato il 28 ottobre 2022 dalla Ipecac Recordings e dalla 31G Records.

## Tracce
Testi di Mike Patton, musiche di Dave Lombardo, Michael Crain e Justin Pearson.
1. Love Without Love – 3:57
2. Animal Espionage – 4:16
3. Heart Reformer – 3:26
4. Strong And Wrong – 3:20
5. Ants And Dragons – 3:47
6. Nightclub Canary – 2:40
7. Christian Missile Crisis – 4:57
8. Reign Of Error – 1:45
9. Imposter Syndrome – 3:59

Durata totale: 32:07

## Formazione

### Dead Cross
- Mike Patton - voce
- Dave Lombardo - batteria
- Justin Pearson - basso elettrico
- Michael Crain - chitarra elettrica

### Tecnici
- Ross Robinson - produzione musicale
- Pseudo Beast - missaggio
- Eric Livingston - artwork
- Jay Ruston - masterizzazione